# Dariga Nazarbajeva
Dariga Nazarbajeva, kazahstanska političarka, obnašateljica nekoliko visokih državničkih dužnosti. Kći je predsjednika Nursultana Nazarbajeva i njegova moguća nasljednica na predsjedničkoj dužnosti.
Karijeru je započela kao predsjednica nacionalne medijske agencije Khabar. Godine 2014. imenovana je potpredsjednicom Predstavničkog doma Kazahstana (Mažilisa). U rujnu 2015. imenovana je na jednogodišnji mandat zamjenice predsjednika vlade, nakon čega je postavljena na čelo Odbora za vanjske poslove, Odbora za obranu i Sigurnosnog odbora kazahstanskog Senata.
Amaterski se bavi i opernim pjevanjem. Ostvarila je gostovanja na brojnim koncertima i opernim izvedbama.
Diplomirala je povijest i doktorirala političke znanosti na Moskovskom državnom sveučilištu.